# Prodromus Florae Stargardiensis
Prodromus Florae Stargardiensis (abreviado Prodr. Fl. Starg.) es un libro con ilustraciones y descripciones botánicas que fue escrito por el botánico, pteridólogo, micólogo, briólogo y boticario alemán Carl Friedrich Schultz y publicado en Berlín en el año 1806.